# 静岡県高等学校の廃校一覧
静岡県高等学校の廃校一覧（しずおかけんこうとうがっこうのはいこういちらん）とは、静岡県の廃校となった高等学校の一覧。対象となるのは学制改革（1948年）以降に廃校となった高等学校と分校である。名称は廃校当時のもの。廃校時に属していた自治体が合併により消滅している場合は現行の自治体に含める。また、現在休校中の学校は公式には存続していることとなっているが、休校中の学校は事実上廃校となっている場合が多いため、便宜上本項に記載する。
高校が統廃合した場合、小学校や中学校と異なり、片方の高等学校が旧校の生徒が卒業するまで存続扱いとなって、新設校が開校する年と旧校が閉校となる年が異なったり、廃校の2年前に生徒募集停止になることが多いが、2006年以降に統合した静岡県の公立高校は、小学校や中学校と同様に旧校が完全に廃校となって、旧校在学中の生徒は統合先の新校に転籍する措置を取っている。

## 静岡市
- 蒲原学園高等学校（1950年）
- 駿河高等学校（1951年東海大学が買収し東海大学高等学校（のち東海大学第一高等学校に改称）へ）
- 静岡明星高等学校（1953年静岡市に移管し静岡市立商業高へ）[1]
- 共栄高等学校（1953年）
- 静岡市立高等学校麻機分校（1948年静岡県立静岡農業高等学校から移管、1955年同校定時制課程へ統合）[2]
- 東海大学実業高等学校（1979年12月）[3]
- 東海大学第一高等学校（1999年東海大工業高校と統合し東海大学付属翔洋高等学校へ）[4]
- 東海大学工業高等学校（1999年東海大一高校と統合し東海大学付属翔洋高へ）[4]
- 静岡県立清水工業高等学校（2008年静岡工業高校と統合し静岡県立科学技術高等学校へ）[5]
- 静岡県立静岡工業高等学校（2008年清水工業高校と統合し科学技術高へ）[5]
- 静岡市立清水商業高等学校 （2013年庵原高校と統合し静岡市立清水桜が丘高等学校へ）[6]
- 静岡県立庵原高等学校（2013年静岡市立清水商業高校と統合し清水桜が丘高へ）[6]
- 静岡県立静岡南高等学校 （2013年静岡市立商業高と統合し静岡県立駿河総合高等学校へ）[1]
- 静岡市立商業高等学校 （2013年静岡南高と統合し駿河総合高へ）[1]

## 浜松市
- 静岡県立佐久間高等学校水窪分校（1967年）[7]
- 静岡県立農業経営高等学校（2006年浜松城南高と統合し静岡県立浜松大平台高等学校へ）[8]
- 静岡県立浜松城南高等学校（2006年農業経営高と統合し浜松大平台高へ）[8]
- 静岡県立二俣高等学校（2014年統合により静岡県立天竜高等学校へ）[9]
- 静岡県立天竜林業高等学校（同上）[9]
- 静岡県立春野高等学校（2014年静岡県立天竜高等学校春野校舎へ改編）[10]
- 静岡県立引佐高等学校（2015年統合により静岡県立浜松湖北高等学校へ）[11]
- 静岡県立気賀高等学校（同上）[11]
- 静岡県立三ヶ日高等学校（同上）[11]
- 静岡県立佐久間高等学校（2017年静岡県立浜松湖北高等学校佐久間分校へ改編）[7]

## 伊東市
- 静岡県立伊東城ケ崎高等学校（2006年静岡県立伊東高等学校城ヶ崎分校へ改編）[12]
- 静岡県立伊東高等学校（2023年統合により静岡県立伊豆伊東高等学校へ）[13]
- 静岡県立伊東高等学校城ヶ崎分校（同上）[13]
- 静岡県立伊東商業高等学校（同上）[13]

## 島田市
- 静岡大学教育学部附属高等学校（1953年廃止）[14][15]
- 静岡県立金谷高等学校（2024年改編し静岡県立ふじのくに国際高等学校へ）[16]

## 富士市
- 静岡県田子浦高等学校（1957年県に移管し静岡県立吉原工業高等学校へ）[17]
- 静岡県立吉原高等学校吉永分校（1958年）[18]

## 富士宮市
- 静岡県立富士宮東高等学校定時制課程芝富分校（1957年）[19]
- 静岡県立富士宮東高等学校定時制課程上野分校（1964年）[19]
- 向陽台高等学校富士宮キャンパス（2005年）

## 焼津市
- 静岡県立大井川高等学校（2014年榛原郡吉田町の吉田高と統合し静岡県立清流館高等学校へ）[20]

## 下田市
- 静岡県立下田北高等学校（2008年下田南高と統合し静岡県立下田高等学校へ）[21]
- 静岡県立下田南高等学校（2008年下田北高と統合し下田高へ）[21]

## 伊豆市
- 静岡県立修善寺工業高等学校（2010年伊豆の国市の大仁高と統合し静岡県立伊豆総合高等学校へ）[22]
- 静岡県立土肥高等学校（2017年静岡県立伊豆総合高等学校土肥分校へ改編）[23]

## 菊川市
- 菊川南陵高等学校（2021年募集停止）[24]

## 伊豆の国市
- 静岡県立大仁高等学校（2010年伊豆市の修善寺工業高と統合し伊豆総合高へ）[22]

## 牧之原市
- 静岡県立榛原第一高等学校（1949年榛原第二高と統合し静岡県立榛原高等学校へ）[25]
- 静岡県立榛原第二高等学校（1949年榛原第一高と統合し榛原高へ）[25]

## 駿東郡
- 静岡県立長泉高等学校（2008年三島市へ移転・改編し静岡県立三島長陵高等学校へ）[26]

## 榛原郡
- 静岡県立吉田高等学校（2014年焼津市の大井川高と統合し清流館高へ）[20]

## 周智郡
- 静岡県立周智農業高等学校（1949年森高〈初代〉と統合し周智高〈初代〉へ）[10]
- 静岡県立森高等学校〈初代〉（1949年周智農業高と統合し周智高〈初代〉へ）[10]
- 静岡県立周智高等学校〈初代〉（1953年周智農林高と森高〈2代目〉へ再分割）[10]
- 静岡県立森高等学校〈2代目〉（2009年周智高〈2代目〉と統合し静岡県立遠江総合高等学校へ）[27]
- 静岡県立周智高等学校〈2代目〉（1968年周智農林高から改称[10]、2009年森高〈2代目〉と統合し遠江総合高へ）[27]